# Столярово
Сто́лярово (рос. Столярово, удм. Столярово) — присілок в Малопургинському районі Удмуртії, Росія.
В селі народився Шалаєв Євгеній Андрійович — робітник-новатор, лауреат Державної премії СРСР.

## Населення
Населення — 5 осіб (2010; 4 в 2002).
Національний склад станом на 2002 рік:
- росіяни — 100 %